# Dirk Abels
Dirk Abels (Udenhout, 13 juni 1997) is een Nederlands voetballer die doorgaans als rechtsback speelt. Hij tekende in januari 2019 een contract tot medio 2021 bij Sparta Rotterdam, dat hem overnam van Jong PSV. Zijn contract werd verlengd tot medio 2023 waarna hij transfervrij naar Grasshopper Club Zurich vertrok.

## Carrière
Abels speelde in de jeugd van SvSSS, Willem II en vanaf 2009 PSV. Hij debuteerde op 9 augustus 2014 voor Jong PSV  in de Eerste divisie, tegen Achilles '29. Hij mocht in de basiself starten in de eerste wedstrijd van het seizoen 2014/15. Abels tekende in juni 2016 zijn eerste profcontract bij PSV. Hij debuteerde op 30 oktober 2018 in het eerste elftal, in een met 2–3 verloren wedstrijd thuis tegen RKC Waalwijk in het toernooi om de KNVB Beker. Abels maakte in januari 2019 de overstap naar Sparta Rotterdam waarmee hij via de Play-offs promoveerde naar de Eredivisie.

## Clubstatistieken
| Seizoen     | Club        | Competitie     | Competitie | Competitie | Beker | Beker | Internationaal | Internationaal | Totaal | Totaal |
| Seizoen     | Club        | Competitie     | Wed.       | Dlp.       | Wed.  | Dlp.  | Wed.           | Dlp.           | Wed.   | Dlp.   |
| ----------- | ----------- | -------------- | ---------- | ---------- | ----- | ----- | -------------- | -------------- | ------ | ------ |
| 2014/15     | Jong PSV    | Eerste divisie | 3          | 0          | 0     | 0     | —              | —              | 3      | 0      |
| 2015/16     | Jong PSV    | Eerste divisie | 2          | 0          | 0     | 0     | —              | —              | 2      | 0      |
| 2016/17     | Jong PSV    | Eerste divisie | 12         | 0          | 0     | 0     | —              | —              | 12     | 0      |
| 2017/18     | Jong PSV    | Eerste divisie | 29         | 0          | 0     | 0     | —              | —              | 29     | 0      |
| 2018/19     | Jong PSV    | Eerste divisie | 14         | 2          | 0     | 0     | —              | —              | 14     | 2      |
| Club totaal | Club totaal | Club totaal    | 60         | 2          | 0     | 0     | 0              | 0              | 60     | 2      |

| Seizoen         | Club             | Competitie      | Competitie | Competitie | Beker | Beker | Play-offs | Play-offs | Internationaal | Internationaal | Totaal | Totaal |
| Seizoen         | Club             | Competitie      | Wed.       | Dlp.       | Wed.  | Dlp.  | Wed.      | Dlp.      | Wed.           | Dlp.           | Wed.   | Dlp.   |
| --------------- | ---------------- | --------------- | ---------- | ---------- | ----- | ----- | --------- | --------- | -------------- | -------------- | ------ | ------ |
| 2018/19         | PSV              | Eredivisie      | 0          | 0          | 1     | 0     | —         | —         | 0              | 0              | 1      | 0      |
| Club totaal     | Club totaal      | Club totaal     | 0          | 0          | 1     | 0     | 0         | 0         | 0              | 0              | 1      | 0      |
| 2018/19         | Sparta Rotterdam | Eerste divisie  | 17         | 1          | 0     | 0     | 4         | 0         | —              | —              | 21     | 1      |
| 2019/20         | Sparta Rotterdam | Eredivisie      | 10         | 0          | 0     | 0     | 0         | 0         | —              | —              | 10     | 0      |
|                 |                  |                 |            |            |       |       |           |           |                |                |        |        |
| Club totaal     | Club totaal      | Club totaal     | 27         | 1          | 0     | 0     | 4         | 0         | 0              | 0              | 31     | 1      |
| Carrière totaal | Carrière totaal  | Carrière totaal | 27         | 1          | 1     | 0     | 4         | 0         | 0              | 0              | 32     | 1      |

Bijgewerkt op 20 oktober 2019
Van Aanholt ·
Bais ·
Bakari ·
Van Bergen ·
Clement ·
El Dahri ·
Eerdhuijzen ·
Eiting ·
De Guzman ·
Hlynsson ·
Ideho ·
Kitolano ·
Kleijn ·
Lauritsen ·
De Ligt ·
Meissen ·
Mito ·
Nassoh ·
Olij  ·
Oufkir ·
Quintero ·
Reith ·
Reitmaier ·
Schoonderwaldt ·
Tevreden ·
Thórisson ·
Young ·
Zechiël ·
Coach: Steijn
· Assistent-coach: Boukhari
· Assistent-coach: Driessen
· Keeperstrainer: Kooiman